# 桑德拉·戈尔德拜彻
桑德拉·A·戈尔德拜彻（Sandra A. Goldbacher 1960年—）是一名英国电影、电视导演和编剧。

## 生平
她出生于英国伦敦汉普斯特德花园郊区，父亲是意大利犹太人，犹太人大屠杀幸存者，母亲是苏格兰人，其母在她一岁时皈依犹太教，她自己也是一个改良犹太教信徒，曾就读于萨塞克斯大学法语文学专业和密德萨斯大学电影录像专业。她早期靠拍摄《观察家报》、飞利浦等公司的商业宣传片谋生，其电影处女作是《情人最爱》（1998）

### 扩展阅读
- Lewin, Judith. . Abrams, Nathan  (编). . Nottingham: Five Leaves. 2008: 88–100  [2021-12-31]. ISBN 9781905512348. OCLC 487150117. （原始内容存档于2021-07-03）.
- Meyers, Helene. . Lassner, Phyllis; Trubowitz, Lara  (编). . Newark: University of Delaware Press. 2008: 103–118. ISBN 9780874130294. OCLC 187417711.